# Jean Arthuis
Jean Arthuis (Saint-Martin-du-Bois (Maine-et-Loire), 7 oktober 1944) is een Frans politicus. Hij is oprichter van de partij Alliance centriste en zat vanaf 2014 in het Europees Parlement waar hij was aangesloten bij de ALDE-fractie.

## Biografie
Na zijn studie aan de École Supérieure de Commerce in Nantes en het Sciences Po in Parijs begon hij een accountantsbureau in Château-Gontier. In hetzelfde jaar werd hij gekozen tot burgemeester van deze plaats. Hij bleef burgemeester tot 2001. Hij bekleedde naast het burgemeesterschap nog enkele lokale bestuursfuncties en werd in 1983 in de Senaat gekozen voor het departement Mayenne. Hij behoorde tot de opheffing in 2007 tot de politieke partij Union pour la démocratie française (UDF) en behoorde tot de christendemocratische vleugel van die partij.
In 1986 werd hij staatssecretaris van Arbeid en in 1987 van Economische Zaken onder de toenmalige premier Jacques Chirac. In 1988, na de nederlaag van de centrumrechtse partijen, belandde hij wederom in de Senaat. Premier Alain Juppé nam hem in 1995 op in zijn kabinet als minister van Economische Zaken en Financiën als opvolger van Alain Madelin. Met de terugkeer van de socialisten in de regering werd hij als minister opgevolgd door Dominique Strauss-Kahn en werd hij opnieuw senator (tot 2014). 
Arthuis werd in 1998 gekozen tot fractievoorzitter van de UDF - Union centriste in de Senaat nadat Madelin en diens partij Démocratie libérale zich hadden afgescheiden van de UDF. 
Na de ontbinding van de UDF sloot Arthuis zich aan bij de Mouvement démocrate (MoDem), de opvolger van de UDF. Hij trad toe tot het partijbestuur, maar verliet in 2008 MoDem. Hij bleef echter wel lid van de centristische fractie in de Senaat waartoe ook MoDem behoorde. Kort daarop vormde hij de nieuwe partij Alliance centriste (AC) die hij beschouwt als de voortzetting van de UDF. Hij bekleedde tot 2016 het voorzitterschap van deze partij. In 2012 deed de AC toetreden tot de Union des démocrates et indépendants (UDI).
Bij de Europese verkiezingen van 2014 werd Arthuis in het Europees Parlement gekozen. Sindsdien is hij lid van de begrotingscommissie van het Europees parlement.
Hij liet uitschijnen dat hij zich zou kandidaat stellen voor de presidentsverkiezingen van 2017, maar deed dit uiteindelijk niet. Vanaf de herfst van 2016 koos hij partij voor Emmanuel Macron.